# Dr. Bhimrao Ambedkar Airstrip
Meerut Airport är en flygplats i Indien.   Den ligger i distriktet Meerut och delstaten Uttar Pradesh, i den norra delen av landet, 50 km nordost om huvudstaden New Delhi. Meerut Airport ligger 219 meter över havet.
Terrängen runt Meerut Airport är mycket platt. Runt Meerut Airport är det mycket tätbefolkat, med 1 956 invånare per kvadratkilometer. Närmaste större samhälle är Meerut, 8,8 km norr om Meerut Airport. Trakten runt Meerut Airport består till största delen av jordbruksmark.